# Jedi’ot Acharonot
Jedi’ot Acharonot (hebr. ‏ידיעות אחרונות‎; ang. Yedioth Ahronoth, Yediot Aharonot) – izraelska gazeta, wydawana w Tel Awiwie od 1939, jeden z największych dzienników w kraju.